# カール・ヴィルヘルム・シェーレ

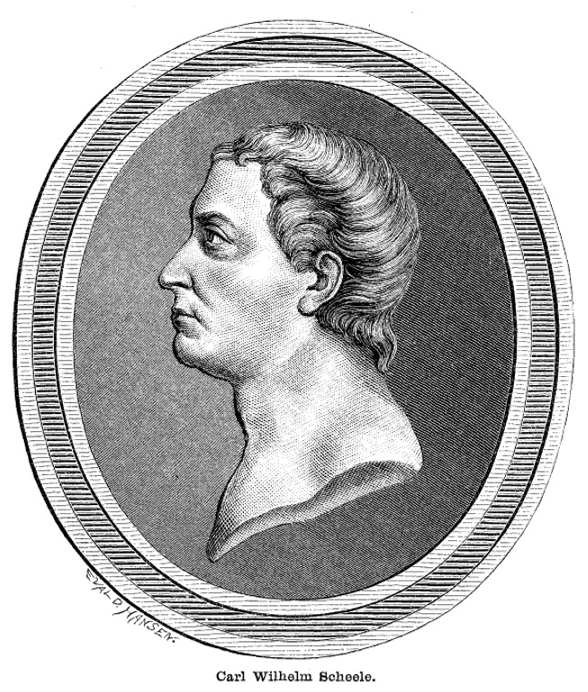

カール・ヴィルヘルム・シェーレ（Karl (または Carl) Wilhelm Scheele、1742年12月9日 - 1786年5月21日）は、スウェーデンの化学者・薬学者。酸素をジョゼフ・プリーストリーとは別に発見したことで有名である。金属を中心とする多数の元素や有機酸（酒石酸、シュウ酸、尿酸、乳酸、クエン酸）・無機酸（フッ化水素酸、青酸、ヒ酸）を発見している。現在の低温殺菌法に似た技法も開発していた。
当時スウェーデン領であったポメラニア地方のシュトラールズントに生まれた。14歳で薬剤師の徒弟として働き始め、その後も薬剤師としてストックホルム、ウプサラ、ヒェーピングなどで働いた。当時の薬剤師は薬品の精製のために化学実験の装置をもっていたため、シェーレも化学で精通していた。多くの大学からの招聘にもかかわらず学者にはならず、ヒェーピングで没した。シェーレが若死にしたのは同時代の化学者の例に漏れず、危険な実験条件のもとで研究を進めたためだと考えられている。また彼には物質を舐める癖があったため、毒性のある物質の毒にあたったのではともされる。

## 酸素と窒素の発見を逃す
1771年 - 1772年に軟マンガン鉱を濃硫酸に溶かして加熱し、発生した気体を動物の膀胱で作った袋に蓄えた。ろうそくの火にこの気体を吹き付けると明るく輝くことを発見し、濃硫酸 (vitriol oil) の名前から「ビトリオル空気」（後に「火の空気」）と呼んだ。これが今で言う酸素である。酸化水銀(II)や硝石の加熱によっても同じ気体を回収している。1773年の時点で実験をすべて完了した。シェーレはこれらの実験結果を「熱は『火の空気』とフロギストンからなり、酸化水銀(II)の実験は熱によって『火の空気』が追い出される現象である」と解釈した。
さらに水素と空気の燃焼実験により、「火の空気」が空気の約1/5の体積を占め、空気の主成分が「火の空気」ともう一種類の気体（窒素）であることも見出した。
シェーレの酸素の研究は、発見こそジョゼフ・プリーストリーよりも早かったが、実験結果を著書『空気と火について』(Chemische Abhandlung von der Luft und dem Feuer) にまとめたのが1777年と遅かった。プリーストリーは酸素の発見論文を1775年に王立学会に提出しているため、現在では酸素の発見者はプリーストリーとされる。

## シェーレの発見した元素と化合物
- 1769年 - 酒石酸の発見
- 1771年 - 四フッ化ケイ素の発見（蛍石から）
- 1773年 - 骨灰を原料とするリンの安価な製法を発見
- 1774年 - バリウムの発見（軟マンガン鉱の不純物として）
- 1774年 - 塩素の発見（塩酸を二酸化マンガンで酸化）
- 1774年 - マンガンの発見（軟マンガン鉱から、単離は助手のJ.G.Gahn）
- 1774年 - アンモニアの合成
- 1775年 - ヒ酸の発見
- 1778年 - モリブデンの発見（輝水鉛鉱から）、シェーレグリーン （顔料CuHAsO3）の合成
- 1779年 - グリセリンの発見（オリーブ油の加水分解生成物から）
- 1780年 - 乳酸の発見（腐敗した牛乳から）
- 1781年 - タングステンの発見（灰重石から酸化タングステン(VI)を単離、灰重石を英語でシェーライトと呼ぶ）

このほかクエン酸・シアン化水素（シアン化水素酸の別名をシェーレ酸という）・シュウ酸・フッ化水素・酪酸・硫化水素を発見した。